# 오카야마 뉴스 845
오카야마 뉴스 845(岡山ニュース845)은 NHK 오카야마 방송국에서 제작되어 방영되고 있는 저녁 뉴스 프로그램이다.

## 방송 소개 및 시간
오늘 하루 있었던 오카야마현 지역의 뉴스를 전해주는 역할을 한다. 방송시간은 월~금 저녁 8시 45분부터 9시까지 15분간 방송되며 주말과 휴일,공휴일은 저녁 8시 55분 NHK 히로시마 방송국에서 히로시마현을 비롯한 주고쿠 지방의 소식을 5분 뉴스로 방송한다.